# Emmanuel Jean-Baptiste Fréteau
Emmanuel Jean-Baptiste Fréteau du Pény est un magistrat et homme politique français né le 5 novembre 1775 à Paris et décédé le 9 juillet 1855 à Paris. 

## Biographie
Il est le fils d'Emmanuel Marie Michel Philippe Fréteau de Saint-Just, conseiller au Parlement de Paris, et député aux États généraux de 1789, et de Marie Joséphine Perrine Moreau de Plancy. Son parrain est son oncle, le magistrat bordelais Dupaty.   
Il entre à l'école polytechnique, puis fait l'école d'artillerie de Châlons. Compromis dans l'insurrection du 12 vendémaire, il est condamné à mort par contumace, et est obligé de se cacher jusqu'en 1803. Il entre alors dans la magistrature et devient substitut du procureur impérial au tribunal de première instance de la Seine. Il devient peu après avocat général à la cour d'appel de Paris.  
En 1809, il est fait baron de l'empire Fréteau de Pény, sur institution de majorat.  
A la première Restauration, en 1814, il est nommé avocat général à la cour de Cassation. Resté en poste pendant les Cent-Jours, il est destitué au retour des Bourbons, en 1815, avant d'être réintégré en 1818. Il est à nouveau suspendu entre 1824 et 1826, pour avoir conclu, dans un dossier, contre les instructions du ministre. 
En 1833, il est nommé conseiller à la Cour de Cassation, avant de devenir pair de France le 11 septembre 1835. Il prend sa retraite de magistrat en 1852. 
Il était officier de la Légion d'honneur

## Mariage et descendance
Emmanuel Jean Baptiste Fréteau de Pény épouse Thérèse Philippine Dassy. Elle meurt le 15 décembre 1865. De ce mariage :
- Hercule René Jean Baptiste Emmanuel, baron Fréteau de Pény, conseiller référendaire à la Cour des comptes de 1842 à 1866, chevalier de la légion d'honneur[2], marié en 1847 avec Anne Aline Petit;
- Héracle Fréteau de Pény, prêtre ;
- Marie Joséphine Henriette Fréteau de Pény (1815-1891), mariée en 1838 avec Eugène Auguste, comte de Caffarelli
- Thérèse Fréteau de Pény, sans alliance[3].